# Karl Hodina

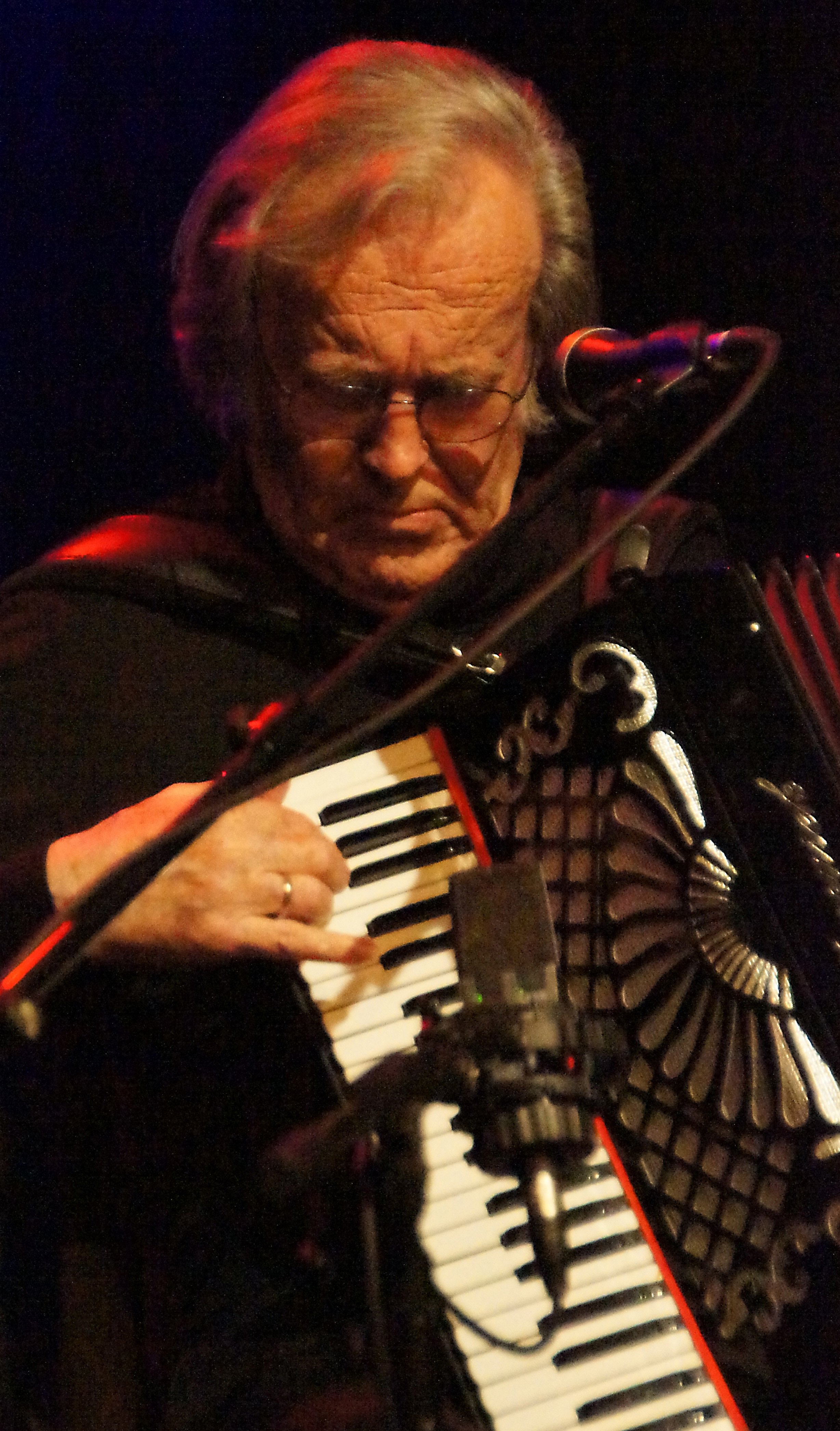
Karl Hodina (2015)

Karl Hodina (* 7. Juni 1935 in Wien; † 24. März 2017 in Leopoldsdorf bei Wien) war ein österreichischer Musiker und Maler.

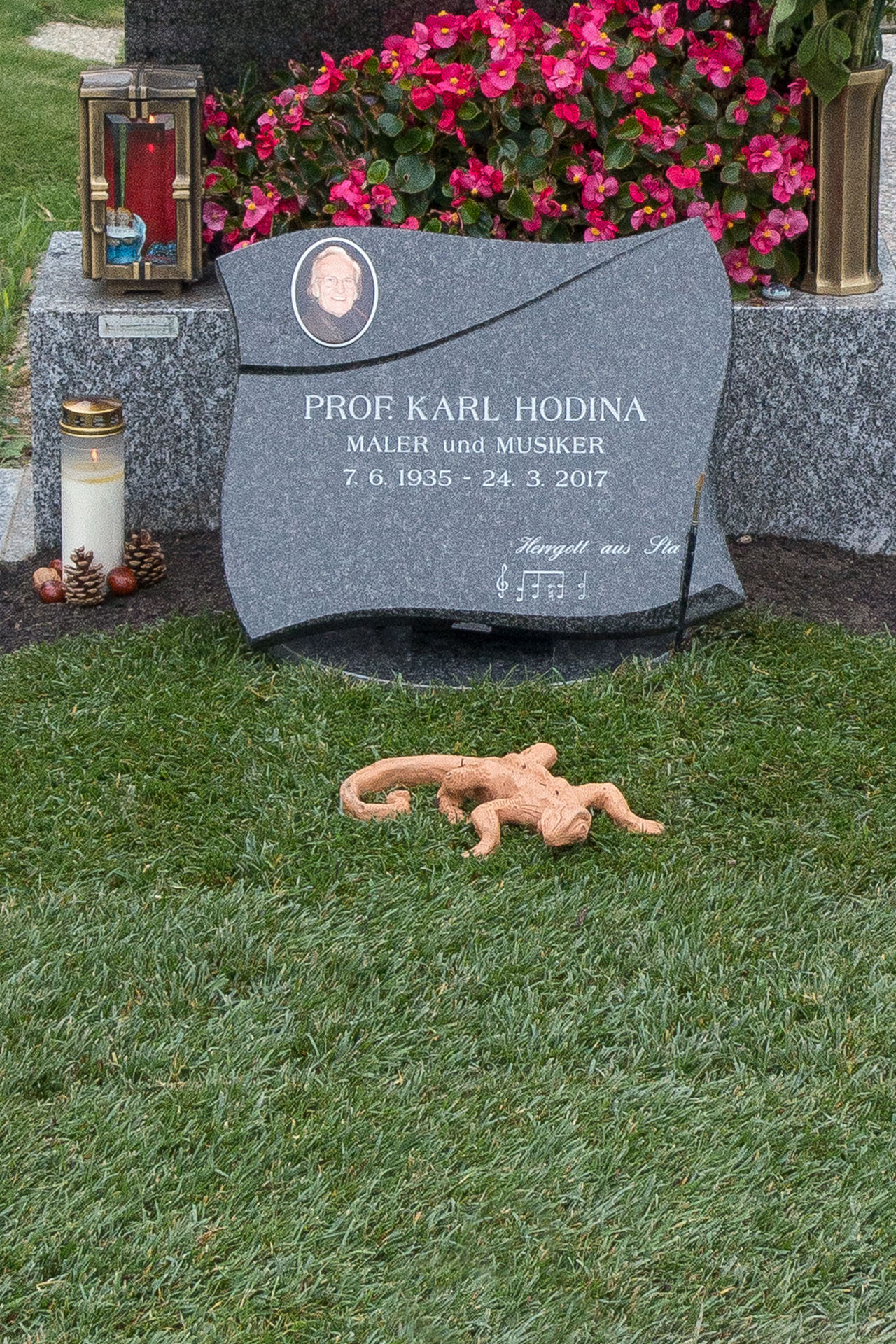
Grabstätte Karl Hodina

## Leben und Wirken

### Malerei
Karl Hodina begann 1949 eine Ausbildung als Chemigraph bei der Firma C. Angerer & Göschl in der Ottakringer Straße. Ab 1955 betrieb er autodidaktische Malereistudien und malte 1962 sein erstes Ölbild. Seine erste Einzelausstellung hatte er 1967 in der „Galerie 6“. Zwei Jahre später musste er jedoch wegen einer schweren Augenerkrankung seinen Beruf als Chemigraph aufgeben. Als Maler illustrierte er auch Kinderbücher und präsentierte seine Arbeiten oft in Form von Kunstkalendern oder Kunstmappen. Sein malerisches Schaffen kann unter dem Begriff „Wiener Schule des Phantastischen Realismus“ eingeordnet werden. Hodina arbeitete auch als Baugestalter; von ihm stammt zum Beispiel die Autobahnraststätte Arnwiesen bei Gleisdorf in der Steiermark.

### Musik

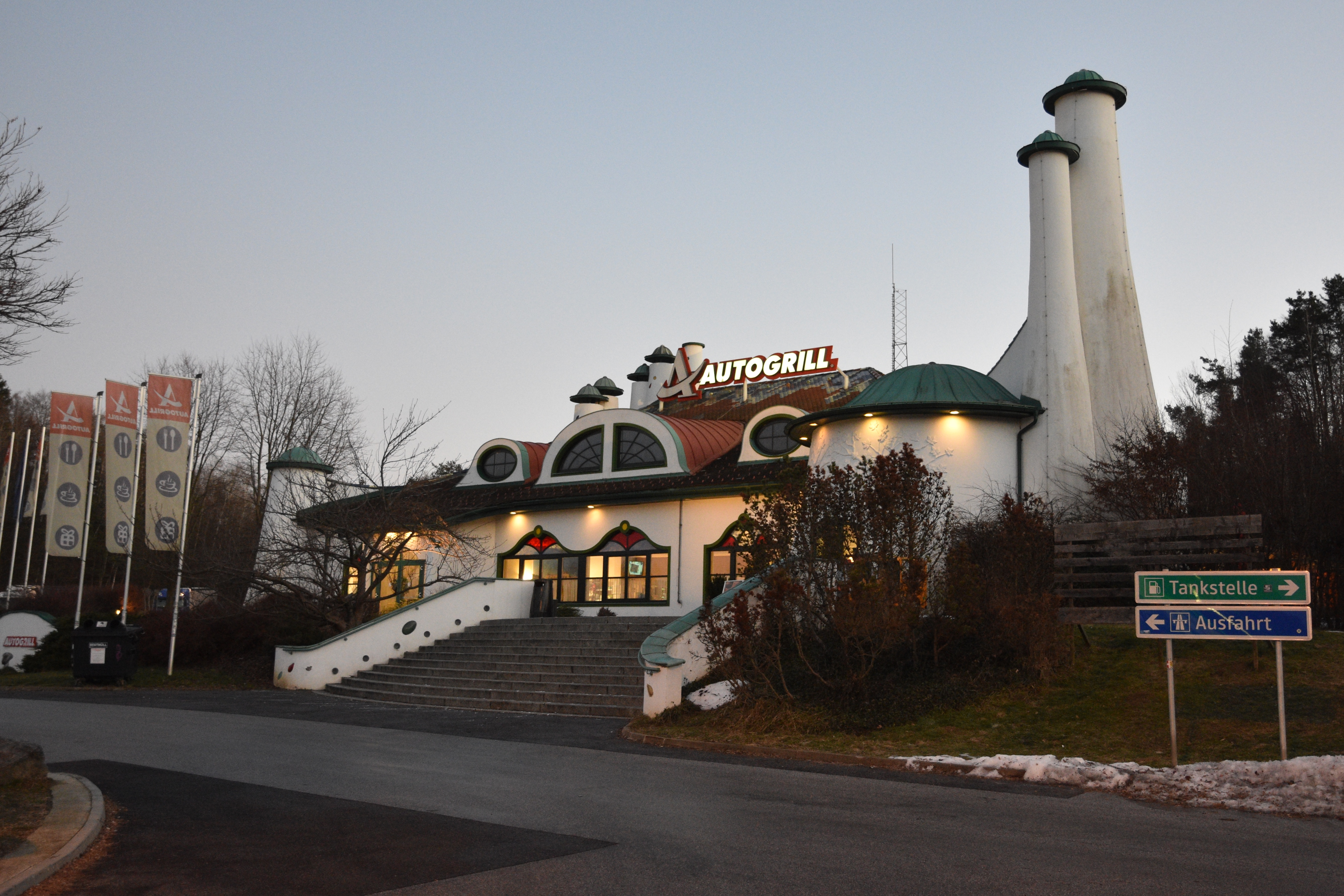
Die von Hodina gestaltete Kunstraststätte bei Arnwiesen an der Süd Autobahn

Karl Hodina gründete 1957 das Vienna modern Jazzquartett und arbeitete dann mit Fatty George zusammen. Seit den 1970er Jahren widmete er sich im Duo Hodina gemeinsam mit dem Kontragitarristen Ederl Reiser dem Neuen Wienerlied, beginnend mit einer Vertonung eines Gedichts von H. C. Artmann, „Fia d’Erni“. Viele Lieder schrieb er zu Texten von Walter Pissecker. Er komponierte bekannte Lieder wie „Herrgott aus Sta“ oder „I lassert Kirschen für di wachsen“. Auch trat er – teilweise als Moderator – in verschiedenen Rundfunk- und Fernsehsendungen des ORF auf, unter anderem bei der Leitung des ORF-TV-Beitrags „Der letzte Werkelmann“ zur Berlinale 1972. 1979 verfasste er das Wienerliederbuch „O du lieber Augustin“. Er war ein Virtuose auf dem Akkordeon. Insbesondere im Duo mit Gitarrist Gerd Bienert spielte er auch Jazz. Mit Roland Neuwirth war er im Jahr 2000 künstlerischer Leiter des Wienermusik-Festivals wean hean.
Seine letzte Ruhestätte befindet sich auf dem Ottakringer Friedhof (Gruppe 4, Reihe 21, Nummer 16) in Wien.

## Auszeichnungen
- 1984: Berufstitel Professor
- 2003: Österreichisches Ehrenkreuz für Wissenschaft und Kunst I. Klasse
- 2004: Goldener Ehrenring der Marktgemeinde Leopoldsdorf
- 2006: Ehrenmedaille der Bundeshauptstadt Wien in Gold
- 2015: Großes Ehrenzeichen für Verdienste um die Republik Österreich[4]

## Publikationen
- Mit Walter Pissecker (Text): Karl Hodina. Ein Maler aus Wien. Jugend und Volk, Wien 1980, ISBN 3-7141-6739-0.

## Gebäude (Auswahl)
- Autobahnraststätte Arnwiesen bei Gleisdorf
- Feuerwehrhaus in Prebuch bei Weiz
- Kapelle in Prebuch bei Weiz

## Diskographische Hinweise
- Straßenmusikant.
- Aus der untern Lad.
- Ein Kind aus Wien.
- Mit Gerd Bienert, Richard Oesterreicher: I brauch di’ zum red’n. 1983.
- Mit Gerd Bienert: Jazz zu zweit.
- Mit Alegre Corrêa: Brasilianische Schrammeln. Universal Music 2002.
- Du und i. Mit dem Joschi Schneeberger Sextett, City Park Label 2008.
- Traubli.
- Mit Peter Havlicek: Impressionen am Schafberg, 2015 non food factory
- Mit Tini Kainrath und Peter Havlicek: Geborgene Schätze, 2017 non food factory